# Чугунов Дмитро В'ячеславович
Дмитро В'ячеславович Чугунов (рос. Дмитрий Вячеславович Чугунов, нар. 9 червня 1968, Москва) — радянський та російський футболіст, а потім і футзаліст. По завершенні ігрової кар'єри — тренер. Майстер спорту СРСР міжнародного класу (1990).

## Кар'єра футболіста
Почав займатися футболом в 1977 році в СДЮШОР «Тімірязєвець» у тренера В. Вязовського. У 1982 році перейшов в СДЮШОР «Торпедо» (тренер — Микола Сенюков). Дебютний матч у вищій лізі чемпіонату СРСР провів за московське «Торпедо» в сезоні 1986 року. Тоді ж дебютував у Кубку володарів кубків, відігравши весь матч проти західнонімецького «Штутгарта», де йому доводилося стримувати атаки Юргена Клінсманна. У тому матчі московська команда здобула перемогу з рахунком 2:0, а Чугунов став автором гольової передачі. Всього за 5 сезонів в «Торпедо» молодий захисник зіграв 22 матчі в чемпіонаті і 5 матчів у єврокубках, відзначившись голом у ворота ірландського «Корк Сіті».
Після цього Дмитро грав за московський «Локомотив» і ярославський «Шинник». Не отримуючи багато ігрового часу, в 1992 році він вирішив почати виступи за міні-футбольний клуб КСМ-24. Під час перерв у міні-футбольній першості він також грав у великий футбол за клуби нижчих футбольних ліг Фінляндії (у 1992—1994 роках).

## Кар'єра футзаліста
У 1997 році Чугунов був запрошений у провідний міні-футбольний клуб країни — московську «Діну». За чотири сезони виступів у його складі Дмитро став триразовим чемпіоном Росії, дворазовим володарем Кубка Росії, а також переможцем Турніру європейських чемпіонів з футзалу у 1999 році і володарем Міжконтинентального кубка з футзалу 1997 року.
Потім він провів один сезон у складі «Інтеко» і три з половиною сезони в складі ЦСКА. У 2005 році Чугунов перейшов у «Арбат», де виконував роль граючого тренера. Після розформування клубу він вирішив спробувати себе в пляжному футболі, перейшовши в столичну «Будмеханізацію».

## Кар'єра у збірній
У 1990 році Чугунов у складі молодіжної збірної СРСР з футболу став чемпіоном Європи серед молодіжних команд, за це йому присвоїли звання майстра спорту СРСР міжнародного класу.
У складі збірної Росії з футзалу Чугунов став бронзовим призером чемпіонату світу 1996 року і чемпіоном Європи 1999 року. Всього він провів за національну збірну з футзалу 23 матчі і забив 4 м'ячі.

## Кар'єра тренера
Провівши один сезон в «Будмеханізації» на посаді граючого тренера, Чугунов вирішив завершити ігрову кар'єру й зосередився на тренерській роботі. У 2009 році він увійшов до тренерського штабу футзальної «Діну». Після відставки Олександра Веріжнікова він протягом трьох місяців виконував обов'язки головного тренера команди. Наприкінці 2010 року Дмитро очолив нижньогородський клуб «Футбол-Хоккей НН». А сезоном пізніше він змінив клуб на пермський «Арсенал» (Перм).
Розпочав тренерську кар'єру, повернувшись до футболу після тривалої перерви, 2005 року, очоливши тренерський штаб клубу «а Арбат».
Наразі останнім місцем тренерської роботи був клуб «а Діна Моска», головним тренером команди якого Дмитро Чугунов був з 2009 по 2010 рік.

## Досягнення
Футбол
- Чемпіон Європи (U-21): 1990
- Бронзовий призер Чемпіонату СРСР з футболу: 1988
- Фіналіст Кубка СРСР з футболу: 1988

Футзал
- Бронзовий призер чемпіонату світу: 1996
- Чемпіон Європи: 1999
- Володар Міжконтинентального кубка: 1997
- Переможець Турніру європейських чемпіонів 1999
- Чемпіон Росії (3): 1997/98, 1998/99, 1999/2000
- Володар Кубка Росії (2): 1998, 1999